# Dioscorea heptaneura
Dioscorea heptaneura är en enhjärtbladig växtart som beskrevs av Vell. Dioscorea heptaneura ingår i släktet Dioscorea och familjen Dioscoreaceae. Inga underarter finns listade i Catalogue of Life.